# Саквилл
Саквилл (англ. Sackville) — город в графстве Вестморленд провинции Нью-Брансуик (Канада). Расположен на узком перешейке, которым полуостров Новая Шотландия соединён с материком, близ административной границы с провинцией Новая Шотландия. Своё название город получил в честь лорда Джорджа Саквилла, который занимал пост Государственного секретаря по вопросам колоний в Америке в кабинете лорда Норта во время войны за независимость США.